# Lisa Scheenaard
Lisa Scheenaard, née le 5 septembre 1988, est une rameuse néerlandaise. Elle est médaillée de bronze en deux de couple aux Jeux olympiques de 2020 avec Roos de Jong.

## Carrière
En 2019, elle est médaillée de bronze aux Championnats du monde en deux de couple avec Roos de Jong.
Elle remporte la médaille de bronze du deux de couple aux Jeux olympiques d'été de 2020 avec Roos de Jong derrière la paire roumaine composée de Nicoleta-Ancuța Bodnar et Simona Radiș et la paire néo-zélandaise composée de Brooke Donoghue et Hannah Osborne.